# Hermann Ernst Endemann

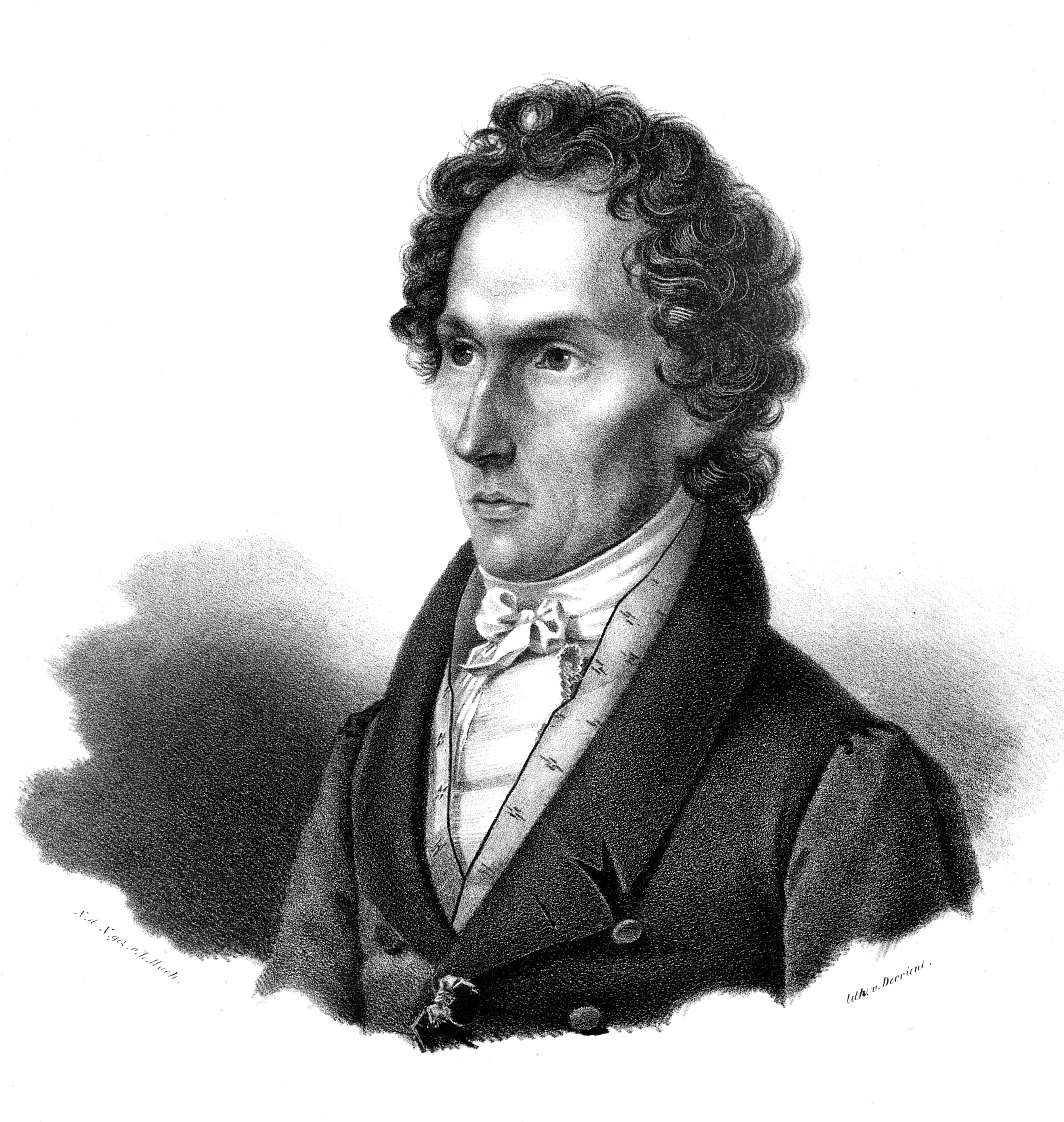
Hermann Ernst Endemann

Hermann Ernst Endemann (auch Ernst Endemann; * 12. August 1796 in Hersfeld; † 17. Januar 1846 in Marburg) war ein deutscher Rechtswissenschaftler und Hochschullehrer.

## Leben
Hermann Ernst Endemann wurde als Sohn eines Gymnasialrektors geboren. Er besuchte das Gymnasium und wurde zusammen mit seinem Bruder Konrad freiwilliger Jäger in den Befreiungskriegen. Nachdem der Krieg 1814 beendet war, studierte er an der Philipps-Universität Marburg, wo er Mitglied des Corps Hassia Marburg wurde. 1818 wurde er zum Dr. iur. promoviert. An der Philipps-Universität lehrte er ab 1819 als Privatdozent, ab 1822 als Extraordinarius und ab 1824 als o. Professor. Seine Lehrgebiete waren Pandektenwissenschaft, Römisches Recht, Privatrecht, Lehensrecht und Rechtsgeschichte. Er war 1832 und 1840 Prorektor und 1840 und 1843 Dekan der Juristischen Fakultät. In den Jahren 1833, 1836 und 1938 war er Mitglied der Kurhessischen Ständeversammlung und deren Vizepräsident. Die Stadt Marburg ernannte Endemann am 9. Dezember 1834 wegen „Verdienstes um das Wohl der Universität und in der Ständeversammlung betätigte Teilnahme am Wohle hiesiger Stadt“ zum Ehrenbürger von Marburg.

## Werk
- Das Keyserrecht nach der Handschrift von 1372 in Vergleichung mit anderen Handschriften und mit erleuternden Anmerkungen herausgegeben (1846)[2]